# Baranie rohy
Die Baranie rohy (deutsch Grünseespitze, polnisch Baranie Rogi, ungarisch Zöld-tavi-csúcs) ist ein zweigipfliger Berg in der slowakischen Hohen Tatra der entlang eines südöstlichen Seitengrats des Hauptkamms der Hohen Tatra zur Lomnitzer Spitze führt. Der Gipfel bietet schöne Aussicht auf das Kleine Kohlbachtal (Malá Studená dolina) und den Kessel des Kesmarker Grünen Sees (Zelené pleso). Der Seitengrat zweigt von der benachbarten Grünseewarte (Vyšná Barania strážnica) vom Hauptkamm der Hohen Tatra ab.
Charakteristisch ist das riesige Trümmerplateau stündlich unterhalb des Gipfels, das manchmal als Téry-Galerie (Barania galéria) bezeichnet wird. Nach Nordosten ragt die Grünseespitze über das Große Papirustal (Veľká Zmrzlá dolina), das zum Tal des Kesmarker Grünen Sees (Dolina Zeleného plesa) hinabführt. Im Süden der Grünseespitze befindet sich der Fünfseenkessel (Kotlina Piatich spišských plies) mit dem Téry-Seelein (Baranie pliesko) direkt unterhalb des Gipfels der Grünseespitze. Im Norden die Papirustalspitze (Čierny štít).
Weiter im Seitengrat liegen die Grünseebastei (Barania bašta), der Mönchsattel (Baraní mníšik), der Grünseemönch (Baraní mních), und die Téry-Scharte (Baranie sedlo). Hinter der Téry-Scharte setzt sich der Grat mit den Gipfeln Zipser Spitze (Spišský štít, 2481 m), Téry-Spitze (Malý Pyšný štít, 2590 m), Schwalbenturm (Pyšný štít, 2623 m), Bachleda-Scharte (Bachledova štrbina), und schließlich der Lomnitzer Spitze (Lomnický štít, 2632 m) fort.

## Aufstieg
Der Aufstieg ist nur mit Bergführer erlaubt. Der übliche Aufstieg führt durch das Grünseejoch (Baranie sedlo). Das Grünseejoch ist von der Grünseehütte (Chata pri Zelenom plese) über die Markierung grüner Punkt erreichbar ist durch das Große Papirustal (Veľká Zmrzlá dolina) erreichbar, oder von der Teryhütte (Téryho chata) im Fünfseenkessel aus durch einen Weg um die Felsabstürze des Katzenturms (Mačacia veža) herum.